# 六の君
六の君（ろくのきみ）とは、源氏物語に登場する架空の人物。

## 概要
夕霧の六女。母親は側室である藤典侍（藤原惟光の娘）である。藤典侍が産んだ何人かの娘の中で最も優れているということで宮中へやろうとするが、母親の身分が低いため落葉宮の養女として育てられ、匂宮の正妻となる。

## 登場する巻
六の君は直接には以下の巻で登場し、本文中ではそれぞれ以下のように表記されている
- 第39帖 夕霧 六の君
- 第42帖 匂宮 六の君、典侍腹の六の君
- 第46帖 椎本 大殿の六の君
- 第47帖 総角 六の君、右の大殿の六の君、左の大殿の姫君、右の大殿の姫君
- 第48帖 早蕨 六の君
- 第49帖 宿木 六の君、女君
- 第51帖 浮舟 大殿の君

## 各巻での活動
夕霧の六女（末娘）として生まれる。（第39帖 夕霧）
美しく賢明であるとの噂から懸想する貴公子も多く、宮中へ上げるために落葉の宮の養女として育てられる。（第42帖 匂宮）
匂宮の行状を心配した今上帝や明石の中宮によって匂宮と六の君の結婚が急がれる。その噂を聞いた宇治の大君が病み、とうとう死にまで到る原因になる。（第47帖 総角）
匂宮の正妻となる。乗り気でなかった匂宮であったが実際に会ってみるとその美しさや賢明さに気に入ることになり、宇治の中君は嘆き悲しむ。（第49帖 宿木）